# Bankalar Caddesi
Die Bankalar Caddesi („Bankenstraße“, vormals Voyvoda Caddesi bzw. Wojwodestraße) ist eine der bekanntesten Straßen der türkischen Stadt İstanbul. Sie befindet sich wie die İstiklal Caddesi im Stadtteil Beyoğlu im Viertel Galata.
Die Straße war im Osmanischen Reich das Finanz- und Geschäftszentrum im damaligen Konstantinopel. Viele bekannte Finanzdienstleistungsunternehmen hatten in der osmanischen Periode ihren Sitz in der Bankalar Caddesi, einschließlich der Ottomanischen Bank und der Osmanischen Börse sowie des größten italienischen Versicherungskonzerns Assicurazioni Generali, der sich heute noch dort befindet. Ebenso haben viele andere internationale Finanzdienstleister ihre Niederlassungen in der Bankalar Caddesi.
Die südliche Haltestelle des Tünel, der weltweit zweitältesten unterirdischen Bahn nach der London Underground, befindet sich nahe dem östlichen Ende der Bankalar Caddesi.
Die Camondo-Treppe, ein Treppenanlage, die der bedeutende osmanisch-jüdische Bankier Abraham Salomon Camondo im Jugendstil erbauen ließ, befindet sich ebenfalls in der Bankalar Caddesi. Die Treppenanlage führt in die parallele Seitenstraße, wo die Ruinen des Genueser-Palastes (ital. Palazzo del Comune) liegen, die 1316 von Montano de Marinis, dem Podestà von Pera, gebaut wurde.